# Kostel Narození Panny Marie (Kamýk nad Vltavou)
Kostel Narození Panny Marie v Kamýku nad Vltavou je filiálním kostelem farnosti Krásná Hora nad Vltavou. Jeho současná podoba je z konce 18. století. Od roku 1965 je chráněn jako kulturní památka.

## Historie a popis
Kostel se nachází na malém návrší v nadmořské výšce 287 metrů. Je obklopen malým hřbitovem; k bráně se vystupuje po dvanácti dlážděných schodech.
Ve středověku býval kostel pevností, o čemž vypovídají pozůstatky střílen v mohutné hřbitovní zdi. První písemná zmínka o něm je již v roce 1350; po velkém požáru, který zachvátil celou obec roku 1775, byl znovu vystavěn a vysvěcen roku 1787; z původní stavby zůstala zachována pouze sakristie.
Interiéru kostela vévodí freska zjevení Panny Marie a českých patronů selskému lidu od příbramského malíře Kulíška; na pozadí fresky lze rozeznat krajinu v okolí Kamýka i samotnou obec. Na severní zdi je umístěn veliký kříž s Kristem jako upomínka na padlé během první světové války. Ve 30. letech 20. století bylo do původně velmi tmavé lodi prolomeno několik větších oken. Na hlavním oltáři se nachází obrazy sv. Rodiny a korunovace Panny Marie.

## Zajímavosti
V Kamýku a jeho okolí bývalo dříve kostelů více: kostel svatého Mikuláše v osadě u hradu Vrškamýk, v osadě u řeky kostel svatého Petra, oba zmiňované již ve 13. století pod patronátem milevských premonstrátů. Během náboženských bouří v 15. století si kališničtí občané Kamýka obsadili pro sebe kostel svatého Petra a katolické menšině ponechali kostel Panny Marie. Ve zmíněném kostele svatého Petra se posléze střídali kazatelé evangeličtí a utrakvističtí, což se neobešlo bez třenic. Po Bílé hoře byli protestanti z obce vypovězeni a kostel zasvěcen v katolické denominaci svatým Petrovi a Pavlovi. Vyhořel roku 1775 společně s mariánským kostelem i většinou obce a obnoven již nebyl. Na jeho místě stojí dnes dům čp. 28. Nálezy při stavebních pracích dokládají, že kolem kostela býval i hřbitov.